# 미천왕
미천왕(美川王, 3세기 후반 ~ 331년 음력 2월, 재위 : 300년 음력 9월 ~ 331년 음력 2월)은 고구려의 제15대 국왕이다. 이름은 을불(乙弗) 또는 을불리(乙弗利), 우불(憂弗) 등이 전해진다. 서천왕의 손자이자 고추가(古鄒加) 돌고(咄固)의 아들이다. 호양왕(好壤王)이라고도 한다.

## 생애
293년 아버지 돌고가 백부인 봉상왕에게 반역으로 몰려 죽임을 당하자 을불은 도망쳐 신분을 숨기고 고용살이와 소금장수 등을 하면서 숨어 지냈다. 사람들은 봉상왕보다 을불을 더 지지하는 경우가 많았다. 300년 국상 창조리가 봉상왕을 폐위할 마음을 품고 을불을 찾아 모셨으며 이후 봉상왕을 폐위한 뒤 왕으로 옹립되었다.
미천왕은 즉위 초부터 중국 군현 세력과 치열하게 대립하였다. 302년에는 현도군을 공격하여 적 8천여 명을 사로잡았으며 311년에는 서안평(西安平)을 점령하여 낙랑군 및 대방군의 보급로를 끊는 데 성공하였다. 이에 따라 313년에는 낙랑군의 군벌 장통(張統)이 요동으로 퇴각하였으며 314년에는 대방군을 병합하여 중국 군현 세력을 축출하였다. 315년에도 다시 현도성을 공격하였다.
중국 군현 세력이 축출된 이후 요서 지방에서 선비족의 일파인 모용부가 세력을 확대함에 따라 대립이 격화되기 시작했다. 318년 경, 동진(東晉)의 평주 자사(平州刺史)·최비(崔毖)의 작전에 따라 선비족의 다른 일파인 단부(段部)·우문부(宇文部)와 함께 모용외를 공격하였는데 실패하였으며 이후 모용부가 요동을 장악하면서 본격적인 대립이 시작되었다. 319년에는 동진의 최비가 요동을 잃고 고구려로 도망쳐 왔으며 하성(河城)을 지키던 여노(如孥)가 모용부의 공격에 포로로 잡히기도 하였다. 이에 미천왕은 군사를 일으켜 요동을 공격하였으며 모용외 역시 두 아들을 보내 침략해 왔다. 이에 미천왕이 휴전을 청하여 잠시 휴전이 성립되었다. 320년 겨울에도 요동을 침략하였으며 이후 일진일퇴를 거듭하였다. 330년에는 후조(後趙)의 석륵에게 사신을 보내 중국 방향에서 모용부를 견제하려 하기도 하였다.

## 사후
331년에 서거하였으며 지금의 서대총으로 추정되는 미천(美川)의 들에 장사지냈다. 342년에 고구려로 쳐들어온 전연의 군대가 고구려를 위협하려고 미천왕릉을 도굴하여 시신을 가져갔으며 고국원왕은 343년에 많은 공물을 바치고 시신을 돌려받았다.

## 설화
고구려 미천왕에 관한 전설(傳說)로 《삼국사기》 〈고구려 본기(本紀)〉 미천왕조에 전한다. 봉상왕의 동생 고돌고의 아들 고을불이 왕의 화를 피해 방랑의 길에 올라 온갖 고생을 하다가 후에 국상 창조리 등의 영접을 받아 왕위에 오르게 된다는 설화이다.
방랑중에 있었던 일을 보면 어느 마을 부자집(음모)머슴살이를 하던중 주인이 맹꽁이 울음소리가 듣기 싫다하여 밤새도록 연못에 돌을 던지기도 하였고 그 집을 나와 소금장수를 할 때에는 누명을 쓰고 관가에서 매를 얻어맞기도 하였다. 이 때문에 얼굴이 여위고 복장이 남루하게 되어, 사람들이 그를 보고도 왕손임을 알지 못했으며, 조불과 소우가 그를 발견했을때 형색은 여위고 파리하였으나 행동거지가 평범하지 않아 소우 등은 이 사람이 을불이라 생각하고, 나아가 절을 하며 말하자 미천왕이 “나는 야인이요, 왕손이 아닙니다. 다시 살펴보시오.”라고 말했으나 소우의 설득에 소우와 조불은 마침내 을불을 받들어 돌아왔다.

## 가계
- 조부 : 서천왕(西川王, ? ~292) - 제13대 국왕
- 조모 : 왕후 우씨(王后 于氏) - 서부(西部) 대사자(大使者) 우수(于漱)의 딸이다. 271년에 왕후에 간택되었다.
  - 아버지 : 고추가(古鄒加) 돌고(咄固, ? ~293)
  - 어머니 : 미상
    - 왕비 : 왕후 주씨(王后 周氏) - 342년에 모용황(慕容皝)에게 미천왕의 시신과 함께 포로로 끌려가 355년까지 인질로 고초를 겪었다.
      - 장남 : 고국원왕(故國原王, ? ~371) - 제16대 국왕
      - 차남 : 고무(高武)

## 미천왕이 등장하는 작품
- 《근초고왕》 (KBS, 2010년~2011년, 배우:곽인호)
- 역사 소설《고구려 1 도망자 을불》 ~ 《고구려 3 낙랑 축출》에서 주인공으로 나온다. (저자: 김진명)
- 웹툰 《고구려 태왕미천》(작가: 김진명/이동욱)의 주인공이다.

## 기년,연호
| 미천왕 | 원년   | 2년    | 3년    | 4년    | 5년    | 6년    | 7년    | 8년    | 9년    | 10년   | 11년   | 12년   | 13년   | 14년   | 15년   | 16년   | 17년   | 18년   | 19년   | 20년   |
| 서력   | 300년  | 301년  | 302년  | 303년  | 304년  | 305년  | 306년  | 307년  | 308년  | 309년  | 310년  | 311년  | 312년  | 313년  | 314년  | 315년  | 316년  | 317년  | 318년  | 319년  |
| 단기   | 2633년 | 2634년 | 2635년 | 2636년 | 2637년 | 2638년 | 2639년 | 2640년 | 2641년 | 2642년 | 2643년 | 2644년 | 2645년 | 2646년 | 2647년 | 2648년 | 2649년 | 2650년 | 2651년 | 2652년 |
| 간지   | 경신   | 신유   | 임술   | 계해   | 갑자   | 을축   | 병인   | 정묘   | 무진   | 기사   | 경오   | 신미   | 임신   | 계유   | 갑술   | 을해   | 병자   | 정축   | 무인   | 기묘   |
| 미천왕 | 21년   | 22년   | 23년   | 24년   | 25년   | 26년   | 27년   | 28년   | 29년   | 30년   | 31년   | 32년   |        |        |        |        |        |        |        |        |
| 서력   | 320년  | 321년  | 322년  | 323년  | 324년  | 325년  | 326년  | 327년  | 328년  | 329년  | 330년  | 331년  |        |        |        |        |        |        |        |        |
| 단기   | 2653년 | 2654년 | 2655년 | 2656년 | 2657년 | 2658년 | 2659년 | 2660년 | 2661년 | 2662년 | 2663년 | 2664년 |        |        |        |        |        |        |        |        |
| 간지   | 경진   | 신사   | 임오   | 계미   | 갑신   | 을유   | 병술   | 정해   | 무자   | 기축   | 경인   | 신묘   |        |        |        |        |        |        |        |        |

## 같이 보기
- 백제
  - 분서왕 (298년~304년)
  - 비류왕 (304년~344년)
- 신라
  - 기림 이사금 (298년~310년)
  - 흘해 이사금 (310년~356년)
- 가야
  - 거질미왕 (291년~346년)